# Mario Cecchi Gori
Mario Cecchi Gori (Brescia, 21 mars 1920 – Rome, 5 novembre 1993) est un producteur de cinéma italien, avec plus de 200 films à son actif, essentiellement avec des réalisateurs comme Damiano Damiani, Dino Risi et Ettore Scola.

## Biographie
Mario Cecchi Gori a produit, parmi d'autres, le film Lamerica de Gianni Amelio qui a été primé comme meilleur film aux Prix du cinéma européen, ainsi que Le Facteur de Michael Radford qui a été le premier film à ne pas être de langue anglaise, après La Grande Illusion de Jean Renoir et Cris et Chuchotements de Ingmar Bergman en 1972, à être nommé dans la catégorie meilleur film aux Oscars 1996.
De 1990 jusqu'à sa mort, il est également président du club de football Fiorentina.
Son fils Vittorio Cecchi Gori a pris le relai de son activité de producteur et de président de club.

## Prix et reconnaissances
David di Donatello
- 1964 : Plaque d'or
- 1967 : meilleur producteur pour L'Homme à la Ferrari (Il tigre)
- 1971 : David spécial
- 1990 : meilleur producteur pour Turné
- 1990 : pour l'ensemble de la carrière

Ruban d'argent
- 1972 : meilleur producteur
- 1982 : meilleur producteur
- 1989 : meilleur producteur
- 1991 : meilleur producteur
- 1995 : meilleur producteur

## Filmographie partielle
- Ladro lui, ladra lei de Luigi Zampa (1958)
- Totò nella luna de Steno (1958)
- Racconti d'estate de Gianni Franciolini (1958)
- Les temps sont durs pour les vampires de Steno (1958)
- Fripouillard et Cie de Steno (1959)
- Gastone de Mario Bonnard (1959)
- L'Homme aux cent visages de Dino Risi (1959)
- A porte chiuse de Dino Risi (1961)
- La Marche sur Rome de Dino Risi (1962)
- Le Fanfaron de Dino Risi (1962)
- Les Monstres de Dino Risi (1963)
- Le Succès (Il successo) de Dino Risi et Mauro Morassi (1963)
- Parlons femmes de Ettore Scola (1964)
- Le Gaucho de Dino Risi (1964)
- La congiuntura d'Ettore Scola (1965)
- Adulterio all'italiana de Pasquale Festa Campanile (1966)
- L'Armée Brancaleone de Mario Monicelli (1966)
- Belfagor le Magnifique d'Ettore Scola (1966)
- Le piacevoli notti de Armando Crispino et Luciano Lucignani (1966)
- L'Homme à la Ferrari de Dino Risi (1967)
- Le Déchaîné (Lo scatenato) de Franco Indovina (1967)
- La pecora nera de Luciano Salce (1968)
- Sissignore de Ugo Tognazzi (1968)
- Il profeta de Dino Risi (1968)
- Dove vai tutta nuda? de Pasquale Festa Campanile (1969)
- L'arcangelo de Giorgio Capitani (1969)
- L'amica d'Alberto Lattuada (1969)
- Il divorzio de Romolo Guerrieri (1970)
- Brancaleone s'en va-t'aux croisades de Mario Monicelli (1970)
- Trinita voit rouge de Mario Camus (1970)
- L'istruttoria è chiusa: dimentichi (tante sbarre) de Damiano Damiani (1971)
- Mais qu'est-ce que je viens foutre au milieu de cette révolution ? (Che c'entriamo noi con la rivoluzione?) de Sergio Corbucci (1972)
- Questa specie d'amore d'Alberto Bevilacqua (1972)
- Il sindacalista de Luciano Salce (1972)
- Senza famiglia, nullatenenti cercano affetto de Vittorio Gassman (1972)
- La Police au service du citoyen (La polizia è al servizio del cittadino?) de Romolo Guerrieri (1973)
- ...altrimenti ci arrabbiamo! de Marcello Fondato (1974)
- Perché si uccide un magistrato de Damiano Damiani (1974)
- L'anatra all'arancia de Luciano Salce (1975)
- Vai gorilla de Tonino Valerii (1975)
- Bluff - Storia di truffe e di imbroglioni de Sergio Corbucci (1976)
- Remo e Romolo - Storia di due figli di una lupa de Mario Castellacci et Pier Francesco Pingitore (1976)
- Nerone (it) de Mario Castellacci et Pier Francesco Pingitore (1977)
- La presidentessa de Luciano Salce (1977)
- Goodbye et Amen (Goodbye e Amen) de Damiano Damiani (1977)
- Un uomo in ginocchio de Damiano Damiani (1979)
- Mani di velluto de Castellano et Pipolo (1979)
- L'avvertimento de Damiano Damiani (1980)
- Mi faccio la barca de Sergio Corbucci (1980)
- Non ti conosco più amore de Sergio Corbucci (1980)
- Mia moglie è una strega de Castellano et Pipolo (1980)
- Le Vieux Garçon de Castellano et Pipolo (1980)
- Asso de Castellano et Pipolo (1981)
- Amoureux fou (Innamorato pazzo) de Castellano et Pipolo (1981)
- Grand Hotel Excelsior de Castellano et Pipolo (1982)
- Bingo Bongo de Pasquale Festa Campanile (1982)
- Borotalco de Carlo Verdone (1982)
- Attila flagello di Dio de Castellano et Pipolo (1982)
- La casa stregata de Bruno Corbucci (1982)
- Acqua e sapone de Carlo Verdone (1983)
- Sing Sing de Sergio Corbucci (1983)
- I due carabinieri de Carlo Verdone (1984)
- Vacanze in America de Carlo Vanzina (1984)
- Amarsi un po' de Carlo Vanzina (1984)
- Sotto... sotto... strapazzato da anomala passione de Lina Wertmuller (1984)
- Pizza Connection de Damiano Damiani (1985)
- Lui è peggio di me de Enrico Oldoini (1985)
- Joan Lui - Ma un giorno nel paese arrivo io di lunedì de Adriano Celentano (1985)
- Il burbero de Castellano ey Pipolo (1986)
- Grandi magazzini de Castellano et Pipolo (1986)
- Scuola di ladri de Neri Parenti (1986)
- I miei primi 40 anni de Carlo Vanzina (1987)
- Io e mia sorella de Carlo Verdone (1987)
- 7 chili in 7 giorni de Luca Verdone (1987)
- Noi uomini duri de Maurizio Ponzi (1987)
- Scuola di ladri - Parte seconda de Neri Parenti (1987)
- Missione eroica - I pompieri 2 de Giorgio Capitani (1987)
- Il tenente dei carabinieri de Maurizio Ponzi (1987)
- La Légende du saint buveur d'Ermanno Olmi (1988)
- Fantozzi va in pensione de Neri Parenti (1988)
- Caruso Pascoski di padre polacco de Francesco Nuti (1988)
- Il piccolo diavolo de Roberto Benigni (1988)
- Il volpone de Maurizio Ponzi (1988)
- Compagni di scuola de Carlo Verdone (1988)
- Mia moglie è una bestia de Castellano et Pipolo (1988)
- Splendor de Ettore Scola (1989)
- Quelle heure est-il ? d'Ettore Scola (1989)
- Rébus de Massimo Guglielmi (1989)
- Ho vinto la lotteria di capodanno de Neri Parenti (1989)
- Il bambino e il poliziotto de Carlo Verdone (1989)
- Volevo i pantaloni de Maurizio Ponzi (1990)
- Le comiche de Neri Parenti (1990)
- Fantozzi alla riscossa de Neri Parenti (1990)
- Tre colonne in cronaca de Carlo Vanzina (1990)
- Le Voyage du capitaine Fracasse d'Ettore Scola (1990)
- Stasera a casa di Alice de Carlo Verdone (1990)
- La voce della luna de Federico Fellini (1990)
- Willy Signori e vengo da lontano de Francesco Nuti (1990)
- Il sole buio de Damiano Damiani (1990)
- Johnny Stecchino de Roberto Benigni (1991)
- Zitti e mosca de Alessandro Benvenuti (1991)
- La Secte (La setta) de Michele Soavi (1991)
- Pensavo fosse amore, invece era un calesse de Massimo Troisi (1991)
- Volere volare de Maurizio Nichetti et Guido Manuli (1991)
- Le comiche 2 de Neri Parenti (1991)
- Ricky e Barabba de Christian De Sica (1991)
- Piedipiatti de Carlo Vanzina (1991)
- Infelici e contenti de Neri Parenti (1991)
- Puerto Escondido de Gabriele Salvatores (1992)
- Io speriamo che me la cavo de Lina Wertmuller (1992)
- Maledetto il giorno che t'ho incontrato de Carlo Verdone (1992)
- Arriva la bufera de Daniele Luchetti (1992)
- Nel continente nero de Marco Risi (1992)
- Al lupo al lupo de Carlo Verdone (1992)
- L'angelo con la pistola de Damiano Damiani (1992)
- Fantozzi in paradiso de Neri Parenti (1993)
- Il segreto del bosco vecchio d'Ermanno Olmi (1993)
- Caino e Caino d'Alessandro Benvenuti (1993)
- Condannato a nozze de Giuseppe Piccioni (1993)
- Le nuove comiche de Neri Parenti (1994)
- Perdiamoci di vista de Carlo Verdone (1994)
- Le Facteur de Michael Radford (1994)
- Cari fottutissimi amici de Mario Monicelli (1994)
- Lamerica de Gianni Amelio (1994)
- Une pure formalité de Giuseppe Tornatore (1994)
- Il toro de Carlo Mazzacurati (1994)
- OcchioPinocchio de Francesco Nuti (1994)